# Vauquois (aviso)
Pour les articles homonymes, voir Vauquois (homonymie).
Le Vauquois est un aviso de classe Arras de la Marine nationale française en service de 1920 à 1940. Il est coulé non loin du Conquet par une mine dérivante larguée par la Luftwaffe à la toute fin de la campagne de France, durant la Seconde Guerre mondiale.

## Construction
Sa quille est posée en 1918 aux Ateliers et Chantiers de la Loire de Saint-Nazaire et il est lancé le 12 août 1919. C'est un navire à coque en bois et cheminée unique. Il appartient à la classe Arras ; long de 74,9 mètres, large de 8,71 mètres, il a un tirant d'eau de 3,2 mètres et déplace 850 tonnes. Il est mû par 2 turbines à engrenage Parsons, 2 chaudières Normand ou Du Temple qui délivrent 5 000 chevaux pour 2 hélices quadri pales de 2,2 mètres de diamètre. Cette machinerie lui permet de filer 20 nœuds (37 km/h) au maximum. L'armement est composé de 2 pièces de 138,6 mm, d'une pièce de 75 mm anti-aérienne, de 4 mitrailleuses de 8 mm et de 20 grenades ASM. Le blindage est inexistant. Son rayon d'action est de 3 000 milles marins (5 556 km) à 11 nœuds (20,4 km/h) avec 200 000 litres de mazout. Il est armé par 103 membres d'équipage (4 officiers, 99 hommes).

## Histoire

### 1920-1939
Il entre en service à Lorient le 22 juin 1920. Jusqu'en février 1925, il est en réserve à Cherbourg. Ensuite à Brest, il dépend de l'École navale et sert de navire auxiliaire puis de navire école d'application des mécaniciens. Pendant la Guerre civile espagnole, il escorte et contrôle les convois et navires isolés dans le golfe de Biscaye et le long des côtés de Galice pour faire respecter la liberté du commerce.

### Seconde Guerre mondiale
Il est affecté à Brest, où, il intègre la 2e escadrille d'Avisos de la Défense du Littoral. Il quitte cette formation pour la défense des abords de Brest et l'escorte des convois français et britanniques du corps expéditionnaire britannique. Le 18 juin, les troupes allemandes foncent sur Brest. Dans la cité bretonne c'est l'effervescence : militaires français et britanniques évacuent la ville à la hâte. Tout ce qui ne peut être emporté est sabordé, saboté, détruit ou abandonné. On emporte ce qu'on peut, surtout les 900 t d'or de la Banque de France qu'on transborde en fin d'après-midi sur les paquebots armés El Djezaïr, El Kantara, Ville d'Alger, Ville d'Oran et Victor Schœlcher. Le Vauquois et d'autres navires sont chargés d'accompagner la précieuse cargaison jusqu'au Royaume-Uni. L'aviso appareille peu avant 20 h, aux ordres du capitaine de corvette Villebrun. En plus de l'équipage, il y a quelques officiers et du personnel administratif. Vers 21 h le navire est un peu à l'ouest du Conquet quand une forte explosion se fait entendre, tuant 135 des 150 personnes alors à bord. L'aviso, coupé en deux, coule rapidement même si l'étrave reste en surface un instant. Il vient d'être victime d'une mine dérivante lâchée la veille par des avions ennemis. L'intervention de canots de sauvetage des bâtiments présents dans les parages et des sauveteurs en mer en moins d'une heure ne changera rien au bilan.

## Hommage
Dans la commune du Conquet, il existe un Quai Aviso Vauquois.